# Zentralstadion Krasnojarsk
Das Zentralstadion Krasnojarsk (russisch Центральный (стадион, Красноярск)) ist ein Fußballstadion mit Leichtathletikanlage in der russischen Stadt Krasnojarsk. Das Platzangebot im Stadion der drittgrößten sibirischen Stadt ist aus Sicherheitsgründen auf 15.000 Sitzplätze begrenzt. Es ist die Heimspielstätte des  FK Jenissei Krasnojarsk. Der Verein stieg zur Saison 2018/19 erstmals in die höchste russische Liga auf.

## Geschichte
Das Zentralstadion liegt auf einer Insel, die im Fluss Jenissei liegt. Am 29. Oktober 1967 wurde die Anlage nach zweieinhalb Jahren Bauzeit eingeweiht. Der Entwurf stammte vom Architekten  Witali Orechow. Es gehört zum Sportkomplex der Stadt, zu dem u. a. eine Sporthalle, eine Tennisanlage und mehrere Fußballtrainingsplätze gehören. Anfangs fasste das Stadion 35.000 Zuschauer. Bis auf ein kleines Dach auf der Haupttribüne sitzen die Besucher im weiten Rund unter freiem Himmel.
Am 17. Februar 2012 fand im Stadion das erste Wysschaja Hockey-Liga Russian Classic statt. Bei dem Eishockeyspiel unter freiem Himmel, ähnlich dem NHL Winter Classic, standen sich der HK Sokol Krasnojarsk und Lokomotive Jaroslawl gegenüber. Zu wichtigen Partien nutzen die beiden Rugby-Union-Mannschaften Krasny Jar Krasnojarsk und Jenissei-STM Krasnojarsk das Stadion.
Aufgrund der nicht vorhandenen Überdachung und des rauen sibirischen Klimas verfiel das Stadion mit den Jahren. 2013 wurden die Nord- und die Südtribüne für Zuschauer gesperrt und die Kapazität halbierte sich.
Im März 2019 fand die Winter-Universiade in Krasnojarsk statt. Für die Veranstaltung wurde das Zentralstadion und das weitere Gelände renoviert. Für die Universiade standen im Stadion 12.000 Plätze zur Verfügung.